# Un homme en habit (film, 1927)
Pour l’article homonyme, voir Un homme en habit (film, 1931).
Pour plus de détails, voir Fiche technique et Distribution.
Un homme en habit (Evening Clothes) est un film américain réalisé par Luther Reed et sorti en 1927.

## Fiche technique
- Titre original : Evening Clothes
- Titre français : Un homme en habit
- Réalisation : Luther Reed
- Scénario : George Marion Jr. et John McDermott d'après la pièce de Yves Mirande et André Picard
- Photographie : Harold Rosson
- Montage : Eda Warren
- Pays d'origine : États-Unis
- Format : Noir et blanc - 1,33:1 - Film muet
- Date de sortie : 1927

## Distribution
- Adolphe Menjou : Lucien d'Artois
- Virginia Valli : Germaine
- Noah Beery : Lazarre
- Louise Brooks : Fox Trot
- Lido Manetti (sous le pseudonyme Arnold Kent) : Henri
- André Cheron : le père de Germaine